# Xã Rose, Quận Oakland, Michigan
Xã Rose (tiếng Anh: Rose Township) là một xã thuộc quận Oakland, tiểu bang Michigan, Hoa Kỳ. Năm 2010, dân số của xã này là 6.250 người.